# Ynso Scholten
Ynso Scholten (Amsterdam, 1 februari 1918 - 's-Gravenhage, 13 juni 1984) was een Nederlands politicus.
Scholten was een uit de advocatuur afkomstige CHU-politicus. Hij bracht als staatssecretaris van Kunsten (1959-1963) een Monumentenwet en een nieuwe Archiefwet tot stand. Daarnaast heeft hij de bolwerken en stadswallen van Utrecht op de monumentenlijst geplaatst. Hiermee kwam er een streep door de plannen van de gemeenteraad om er een autoweg van te maken: alleen de Catharijnesingel werd gedempt. Hij werd in 1963 minister van Justitie in het kabinet-Marijnen en zorgde voor nieuwe wettelijke regelingen voor de kansspelen en voor het toelaten van vreemdelingen. Hij verbood in 1964 de televisie-uitzendingen vanaf het REM-eiland in de Noordzee. Scholten verliet in 1965 de politiek en keerde terug in de advocatuur, maar trad in 1972 nog wel op als bemiddelaar na de val van het kabinet-Biesheuvel I. Hij was de zoon van de hoogleraar rechtsgeleerdheid Paul Scholten en broer van Geb Scholten, eveneens hoogleraar. De latere senator Marijke Scholten is een dochter.

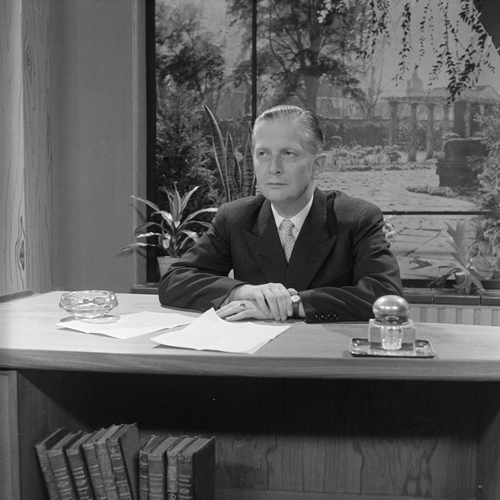
Ynso Scholten in 1959

- Biografisch Portaal: 02991791
- Gemeinsame Normdatei: 1136499318
- International Standard Name Identifier: 0000 0003 9601 0264
- Nederlandse Thesaurus van Auteursnamen: 146752104
- Parlement.com: vg09llilwhsy
- Virtual International Authority File: 290887913

1. ↑  Utrecht heeft de singel terug | Geografie.nl. geografie.nl. Geraadpleegd op 14 mei 2022.